# Баранецький Руслан Федорович
Русла́н Фе́дорович Баране́цький (нар. 5 липня 1971) — перший заступник Голови Служби безпеки України — керівник Антитерористичного центру при Службі безпеки України з 26 червня 2019 року до 26 липня 2021 року. Генерал-майор.

## Життєпис
Народився 5 липня 1971 в смт Кострижівка, (Заставнівський район, Чернівецька область України).
Здобув технічну освіту в Чернівецькому державному університеті (1993). Закінчив Інститут підготовки кадрів СБУ (1994), Національну академію СБУ (2000). Закінчив Чернівецький національний університет ім. Ю. Федьковича за спеціальністю правознавство (2007). Кандидат юридичних наук.
З 1993 року — початок військової служби в органах державної безпеки (у регіональному управлінні СБУ обіймав посади від оперуповноваженого до начальника напрямку). З 2004 р. — у Центральному управлінні Служби безпеки (за десять років пройшов шлях від заступника начальника відділу до заступника начальника Головного управління по боротьбі з корупцією та організованою злочинністю.
У червні 2019 року Указом Президента України призначений першим заступником Голови Служби безпеки України.
Член Міжвідомчої комісії з політики військово-технічного співробітництва та експортного контролю.
Був одним з керівників зірваної операції «Авеню» з затримання групи небезпечних російських бойовиків з групи «Вагнера».
26 липня 2021 року указом Президента звільнений з посади першого заступника голови СБУ та увільнений від виконання обов'язків керівника Антитерористичного центру при Службі безпеки України. Як випливає з оприлюдненої 5 квітня 2023 року частини доказів проти підозрюваного в державній зраді Олега Кулініча, звільнення Баранецького та призначення на його місце Андрія Наумова лобіювала російська ФСБ.
5 квітня 2023 року, пресслужби СБУ і ДБР оприлюднили деталі справи Кулініча.

## Нагороди та відзнаки
За особисту мужність і героїзм, виявлені у захисті державного суверенітету та територіальної цілісності України, доблесть і самовідданість виявлені при виконанні службового обов'язку відзначений:
- орденом Богдана Хмельницького III ступеня (2014)[10]
- відомчою відзнакою Служби безпеки «Вогнепальна зброя».